# Misha Zilberman
Misha Zilberman –en hebreo, מישה זילברמן– (Moscú, URSS, 30 de enero de 1989) es un deportista israelí que compite en bádminton, en la modalidad individual.
Ganó dos medallas en los Juegos Europeos, bronce en Minsk 2019 y bronce en Cracovia 2023, y una medalla de bronce en el Campeonato Europeo de Bádminton de 2022.

## Palmarés internacional
| Juegos Europeos    | Juegos Europeos     | Juegos Europeos   | Juegos Europeos |
| Año                | Lugar               | Medalla           | Prueba          |
| ------------------ | ------------------- | ----------------- | --------------- |
| 2019               | Minsk (Bielorrusia) | Medalla de bronce | Individual      |
| 2023               | Tarnów (Polonia)    | Medalla de bronce | Individual      |
| Campeonato Europeo |                     |                   |                 |
| Año                | Lugar               | Medalla           | Prueba          |
| 2022               | Madrid (España)     | Medalla de bronce | Individual      |